# Salmijärvi (sjö i Kiuruvesi, Norra Savolax)
Salmijärvi är en sjö i kommunen Kiuruvesi i landskapet Norra Savolax i Finland. Sjön ligger 128,5 meter över havet. Den är 12,3 meter djup. Arean är 68 hektar och strandlinjen är 9,73 kilometer lång. Sjön  ingår i Vuoksens huvudavrinningsområde.   Den ligger omkring 86 kilometer nordväst om Kuopio och omkring 380 kilometer norr om Helsingfors. 